# Haus Anger

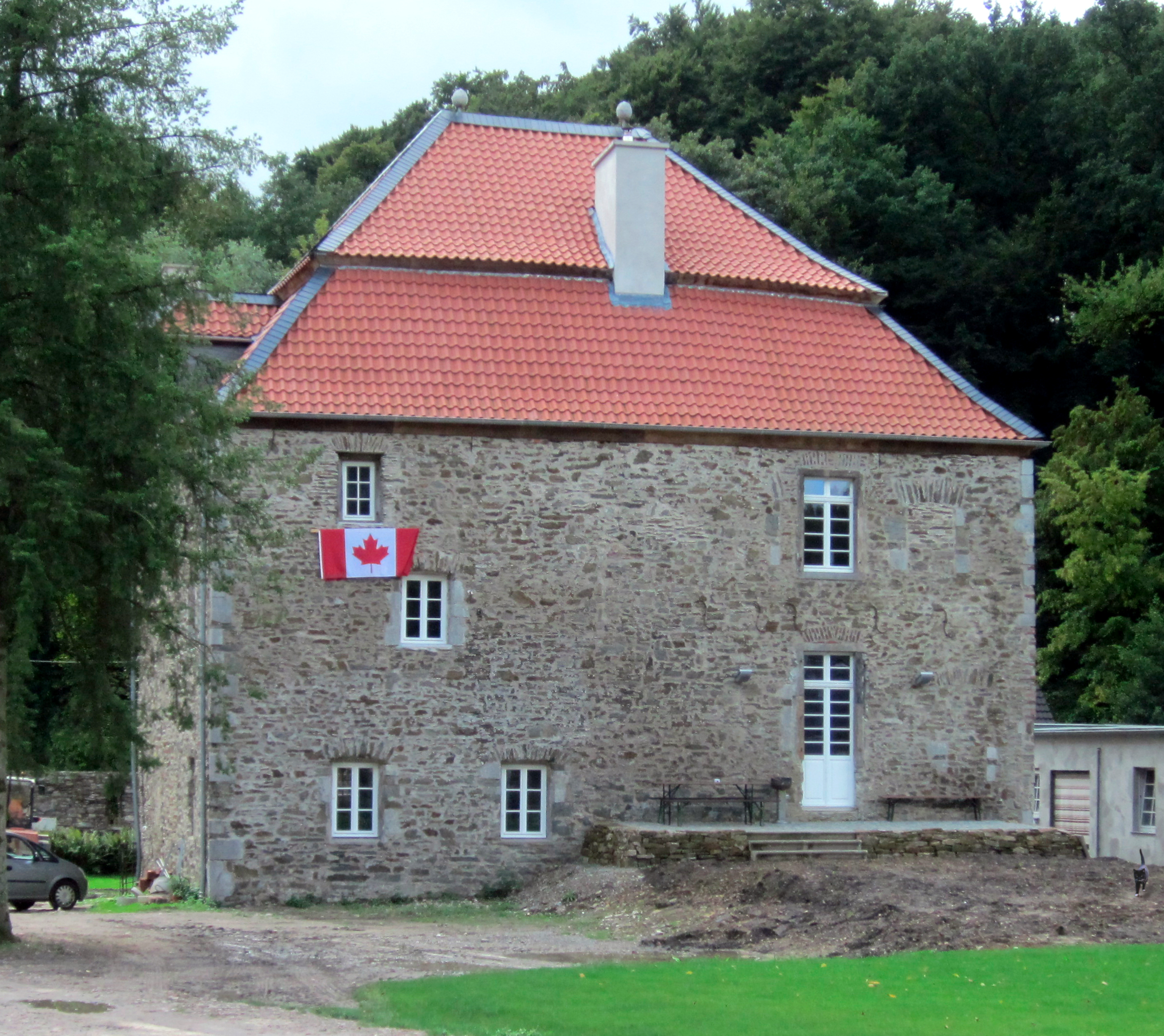
Haus Anger von Norden

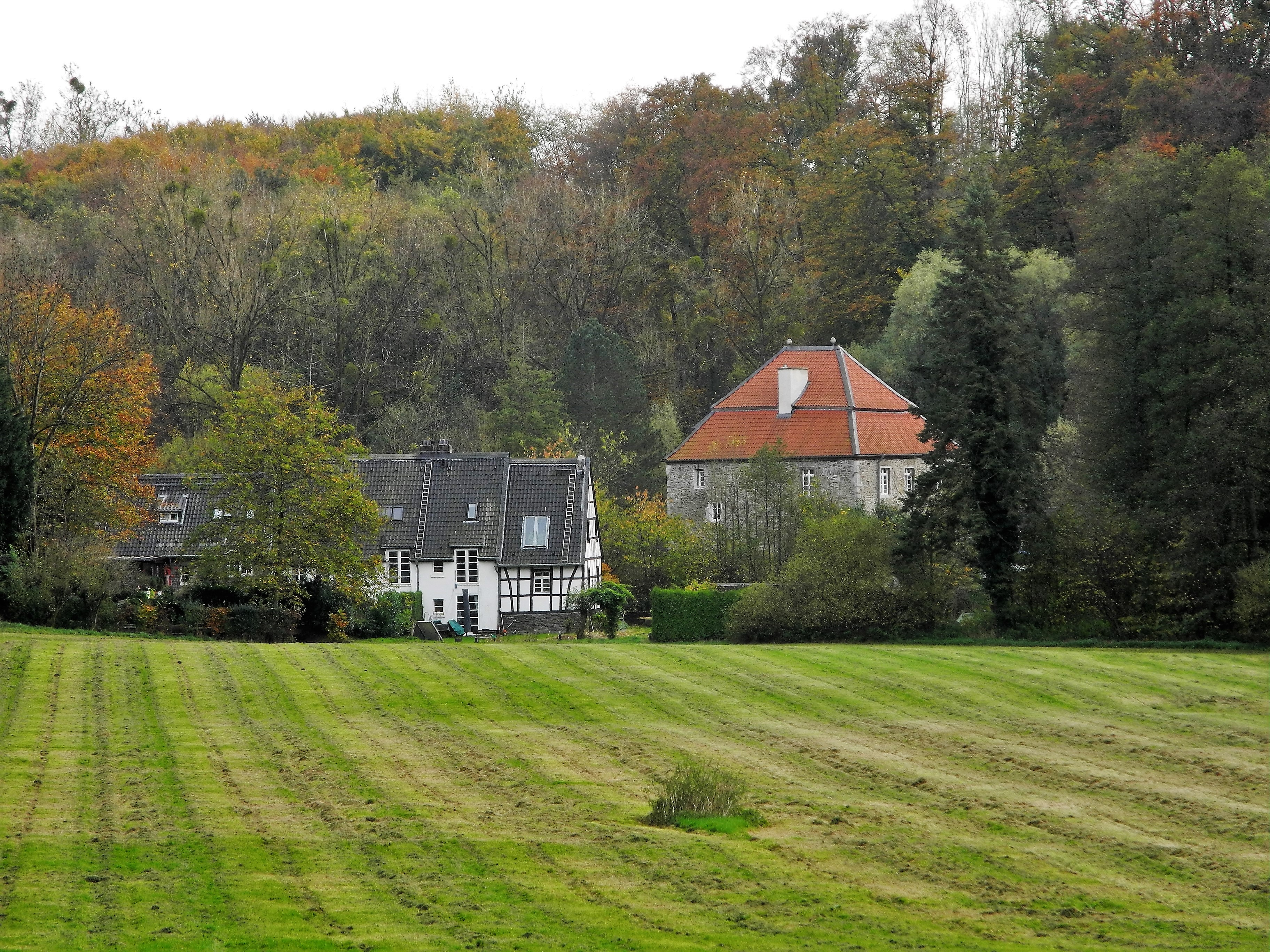
Haus Anger und die Angermühle bilden ein Ensemble in der Talaue des Naturschutzgebiets Angertal

Haus Anger (auch: Haus Angern) ist ein ehemaliges Rittergut im Angertal in Ratingen.

## Beschreibung
Die Anlage besteht heute aus einem wehrhaften Hauptgebäude aus Bruchstein mit steil aufragendem Walmdach. Die asymmetrische und auf verschiedenen Höhen angeordnete Befensterung und Unregelmäßigkeiten im Mauerwerk lassen auf zahlreiche Umbauten schließen, die im Kern auf einen Wohnturm aus dem 12. Jahrhundert zurückgehen sollen.
Das Gebäude wird eingerahmt von landwirtschaftlich genutzten Nebengebäuden. Reste der wassergefüllten Gräben, die das Rittergut umschlossen haben, sind heute noch erkennbar.
Haus Anger liegt in einer breiten Talaue an einem historischen Übergang über den Angerbach, eingebettet zwischen der Angermühle, einer mittelalterlichen Zwangsmühle, und dem Angerforsthaus. Seit dem 31. Mai 1985 ist Haus Anger als Wohnturm in die Denkmalliste der Stadt Ratingen eingetragen.

## Geschichte
Haus Anger wurde als angeron curtis 904 erstmals urkundlich erwähnt. 1148 ging es als curtim que dicitur Angera in den Besitz der Reichsabtei Werden über, welche das Gut an seine Dienstleute vergab. Unklar ist, ob Haus Anger nach der Schlacht von Worringen im Jahr 1288 entfestigt wurde, da der Friedensvertrag zwischen Adolf VIII. von Berg und dem Kölner Erzbischof Siegfried von Westerburg den Kölnern verbot, an der Anger Befestigungen oder Burgen anzulegen. Spätestens seit 1461 tritt das ehemalige Rittergut nur noch als landwirtschaftlicher Gutshof in Erscheinung.

## Heutige Nutzung
Während die angrenzenden Gebäude der Angermühle bereits 1984/85 vor dem völligen Verfall gerettet werden konnten, sind Haus Anger und das Angerforsthaus nach vielen Jahren der baulichen Vernachlässigung 2013 umfangreichen Sanierungen unterzogen worden. Das Gebäudeensemble liegt inmitten des Naturschutzgebiets Angertal zwischen Heiligenhaus und Ratingen und ist ein beliebtes Naherholungsziel.